# Olenecamptus detzneri
Olenecamptus detzneri är en skalbaggsart som beskrevs av Kriesche 1926. Olenecamptus detzneri ingår i släktet Olenecamptus och familjen långhorningar. Inga underarter finns listade i Catalogue of Life.